# Abdoulaye Sylla
Abdoulaye Sylla, né le 10 avril 2000 à Conakry, est un footballeur international guinéen qui joue au poste de défenseur central.

## Biographie

### Carrière en club
Né en Guinée, Sylla grandit à Conakry avant d'arriver en France vers 2011 pour rejoindre sa mère, à Saint-Sébastien,,. Intégrant l'académie du FC Nantes dès les moins de 11 ans, il signe son premier contrat professionnel avec le club le 28 mai 2020,,.
Il fait ses débuts professionnels avec les canaris le 28 février 2021 lors d'un match nul 1-1 contre Nîmes en Ligue 1. Après une nouvelle bonne entrée face à Reims, le natif de Conakry ne rejouera pas avant la saison suivante et une première titularisation face à Nice le 14 Janvier 2022.
Aligné pour la première fois dans le onze, il provoqua le pénalty de Dolberg à la suite d'une main dans la surface, un premier match de la saison compliqué.
Néanmoins, de bonnes prestations à l'entraînement, offrent au défenseur Guinéen une seconde titularisation face à Lens le 30 Avril 2022. Auteur d'un match plus serein en axial droit dans le 5-3-2 de Antoine Kombouaré, la semaine du jeune Nantais se concluait en apothéose avec le titre du FC Nantes en Coupe de France.
Le 27 juillet 2022, Abdoulaye Sylla est transféré définitivement au RFC Seraing, qui évolue en  première division belge pour la saison 2022-2023.

### Carrière en sélection
À la suite de sa première saison en professionnel, Sylla connait sa première sélection sur la scène internationale avec la Guinée le 5 juin 2021. Il est titularisé en défense centrale lors du match amical contre le Togo, en préparation des qualifications à la Coupe d'Afrique des nations 2022.

## Statistiques
| Saison                | Club                  | Championnat           | Championnat | Championnat | Coupe(s) nationale(s) | Coupe(s) nationale(s) | Compétition(s) continentale(s) | Compétition(s) continentale(s) | Compétition(s) continentale(s) | Total | Total |
| Saison                | Club                  | Division              | M.          | B.          | M.                    | B.                    | Comp.                          | M.                             | B.                             | M.    | B.    |
| 2020-2021             | FC Nantes             | 1                     | 2           | 0           | 0                     | 0                     | -                              | 0                              | 0                              | 2     | 0     |
| 2020-2021             | FC Nantes             | 1                     | 2           | 0           | 1                     | 0                     | -                              | 0                              | 0                              | 3     | 0     |
| 2020-2021             | FC Nantes             | 1                     | 0           | 0           | 0                     | 0                     | C3                             | 0                              | 0                              | 0     | 0     |
| Sous-total            | Sous-total            | Sous-total            | 4           | 0           | 1                     | 0                     | -                              | 0                              | 0                              | 5     | 0     |
| Total sur la carrière | Total sur la carrière | Total sur la carrière | 4           | 0           | 1                     | 0                     | -                              | 0                              | 0                              | 5     | 0     |